# Семёнов, Дмитрий Владимирович (хоккеист)
Дмитрий Владимирович Семёнов (род. 19 апреля 1982, Москва) — российский хоккеист, нападающий. Мастер спорта России.

## Биография
Сын хоккеиста и тренера Владимира Семёнова. Воспитанник СДЮШОР «Динамо» Москва (тренер Борис Гольцев). Начинал выступать за «Динамо-2» Москва в сезоне 1997/98. Играл в командах ТХК Тверь (1999/2000, 2002/03), «Динамо» Москва (2000/01, 2001/02), «Динамо-Энергия» Екатеринбург (2000/01, 2001/02), «Спартак» Москва (2002/03), «Крылья Советов» (2003/04), «Сибирь» (2004/05), Нефтехимик (2005/06), «Молот-Прикамье» (2005/06, 2011/12 — 2013/14), «Металлург» Новокузнецк (2006/07), «Крылья Советов» (2007/08 — 2008/09), Амур (2009, 4 матча в КХЛ), «Металлург» Жлобин (2009/10), «Ермак» (2010/11, 2013/15), «Титан» (2013/14).
На драфте НХЛ 2000 года был выбран в 4-м раунде под общим 127-м номером клубом «Детройт Ред Уингз».